# Zacharias Lund
Zacharias Lund (* 5. April 1608 in Nybøl auf der Halbinsel Sundewitt; † 8. Juli 1667 in Kopenhagen) war ein deutschsprachiger Dichter und klassischer Philologe der Barockzeit in Dänemark.

## Leben
Einer evangelischen Pastorenfamilie von der schleswigschen Halbinsel Sundewitt (Sundeved, wo Dänisch die Kirchensprache war, vermutlich auch die Sprache seiner Kindheit), entstammend, besuchte Lund zunächst die Schulen in Sonderburg und Flensburg und ab 1625 das Johanneum in Hamburg. 1630 immatrikulierte er sich als „Holsatius“ an der Universität Wittenberg, um Philologie bei August Buchner zu hören. Durch Buchners Vermittlung lernte er die Schriften von Martin Opitz kennen. Vor dem Einmarsch der schwedischen Truppen floh er schon im folgenden Jahr zunächst nach Leipzig, kehrte dann aber ins dänische Holstein zurück, wo er sich für viele Jahre bis 1645 als Hauslehrer und Hofmeister sein Brot verdienen musste. Die Hofmeistertätigkeit ermöglichte ihm mehrere Bildungsreisen nach Schweden, den Niederlanden, England, Frankreich und Italien. In Rom lernte er den einflussreichen jesuitischen Philologen Caspar Schoppe kennen, der ihm Zugang zu den vatikanischen Sammlungen verschaffte.
Wieder auf dänischem Boden, erhielt er 1646 einen Ruf als Rektor der Schule von Herlufsholm. Die administrative Seite seiner akademischen Stellung sagte ihm jedoch weniger zu, da sie seine Studien beeinträchtigte. Deshalb sagte er sofort zu, als ihm 1654 die Position des Bibliothekars beim adligen Richter und Gutsbesitzer Jørgen Seefeld in Ringsted angeboten wurde. Hier verbrachte er drei glückliche Jahre mit philologischen Studien, bis seine Bibliothek 1657 im Schwedenkrieg vernichtet wurde. Noch im gleichen Jahr wurde er Sekretär der Königlichen Dänischen Kanzlei in Kopenhagen, ein Amt, das er bis zu seinem Tod innehatte. Mehrere Epigramm-Gedichte und andere lateinische Kurzgedichte aus seinen letzten Jahren zeigen ihn als ein erbitterter Misanthrop, der sich über die Verhältnisse am Hofe und besonders die fehlende Zahlung seines Lohns beklagt.  
Lunds ungedruckter Nachlass übersteigt bei weitem den Umfang seiner tatsächlichen Veröffentlichungen und umfasst unter anderem lateinische Dichtungen, deutsche Bühnenwerke sowie Klassikerkommentare. Literaturkritiker haben seit Jahren erkannt, dass Lunds deutschsprachige Dichtungen mehr dem sächsischen Dichterkreis seiner ehemaligen Wittenberger Kommilitonen wie Christian Brehme und Paul Fleming verpflichtet sind als seiner nordschleswigschen Heimat.

## Werke (Auswahl)
- Poematum Juvenilium Libri IV. Hamburg 1634
- Allerhand artige Deutsche Gedichte. Leipzig 1636 (hierin auch einige Gedichte auf Niederländisch)